# 奥地利劳动党
奥地利劳动党（德語：Partei der Arbeit Österreichs，缩写为PdA）是奥地利的一个共产主义政党。该党成立于2013年10月12日，前身是“共产主义倡议”（一个从奥地利共产党分裂出来的派系）。2013年，该党约有成员100人。